# Raduschny (Wladimir)
Raduschny (russisch Радужный) ist eine Stadt in der Oblast Wladimir (Russland) mit 18.211 Einwohnern (Stand 14. Oktober 2010).

## Geografie
Die Stadt liegt etwa 12 km südlich der Oblasthauptstadt Wladimir an mehreren Flüsschen (Pol, Buscha und Uschbol) unweit deren Mündung in die Kljasma im Flusssystem der Wolga.
Raduschny ist der Oblast administrativ direkt unterstellt und gehört zu den „geschlossenen Städten“ Russlands. Die Stadt ist daher mit einer Mauer und Zaun umgeben. Zutritt bekommt man als Ortsfremder nur mit einem Sonderausweis. Die Zufahrt ist mit einem Schlagbaum versehen und das militärische Wachpersonal kontrolliert alle einfahrenden Personen.

## Geschichte

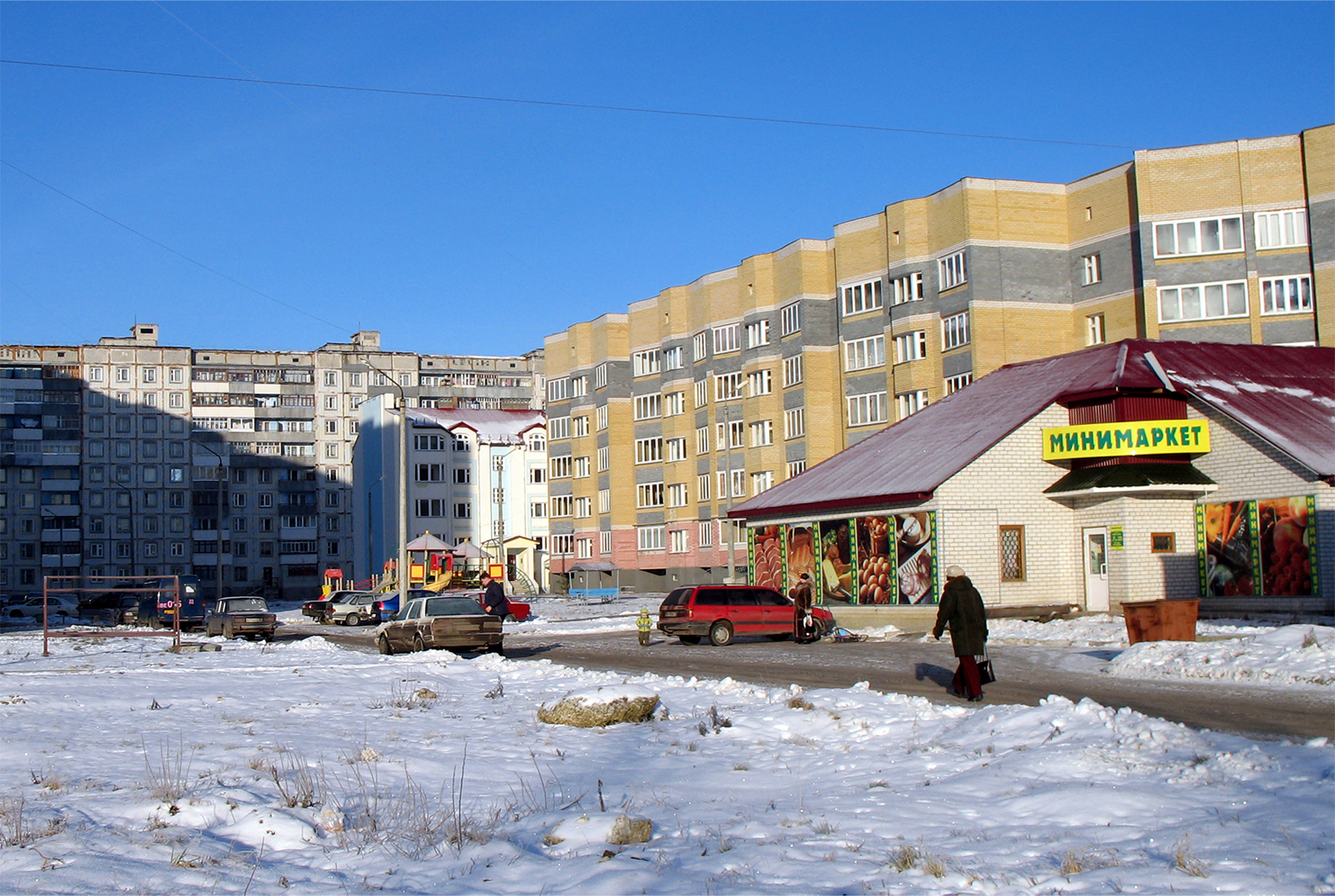
Ein Wohnblock in Raduschny

Der Ort wurde 1971 auf einem Militärgelände als Wohnsiedlung für Angestellte des geheimen Konstruktionsbüros „Raduga“ für Laserwaffen gegründet. Als Gründungstag gilt der 25. Februar 1971.
1977 erhielt das Wohngebiet unter dem Tarnnamen Wladimir-30 den Status einer Siedlung städtischen Typs und 1991 unter dem heutigen Namen das Stadtrecht (Adjektivform des Namens des Konstruktionsbüros Raduga, russisch für Regenbogen).
Seit 1993 heißt das Konstruktionsbüro offiziell Staatliches wissenschaftlich-technisches Laserversuchszentrum der Russischen Föderation „Raduga“.

### Bevölkerungsentwicklung
| Jahr | Einwohner |
| ---- | --------- |
| 1976 | 2.400     |
| 1983 | 10.000    |
| 2002 | 17.506    |
| 2010 | 17.537    |

Anmerkung: ab 2002 Volkszählungsdaten, davor Schätzung/Berechnung

## Wirtschaft und Infrastruktur
Stadtbildend sind die um das militärische Konstruktionsbüro entstandenen Betriebe, die heute auch zivile Erzeugnisse herstellen. Daneben gibt es Unternehmen der Bauwirtschaft. Die Stadt besitzt ein Krankenhaus, mehrere Schulen und ein Schwimmbad.